# Crucișătorul japonez Atago
Crucișătorul japonez Atago (愛宕) numit după Muntele Atago, a fost un crucișător greu al Marinei Imperiale Japoneze, fiind unul dintre cele patru crucișătoare grele din clasa Takao. 
Navele din această clasă erau rapide, puternice și bine înarmate, fiind destinate să formeze coloana vertebrală a forței militare de atac a Japoniei. Atago a fost construit la Uzinele de Construcții Navale din Yokosuka,fiind lansată la apă la 16 iunie 1930.

## Caracteristici
Armament:
- 10 tunuri 200 mm
- 8 tunuri de 120 mm
- 4 tunuri de 40 mm
- 60 autotunuri antiaeriene de 25mm
- 8 tuburi torpiloare cu încărcătură de adâncime

Blindaj:
- punte: 13-25 mm, mai târziu 101 mm
- centură: 38-13 mm

## Istoric
La începutul Războiului din Pacific, Atago a fost nava amiral a viceamiralului Kondō Nobutake.

Gruparea de crucișătoare din care mai făceau parte navele surori Maya, Chōkai și Takao, au primit sarcina să sprijine invaziile din Malaezia și Filipine.

Din ianuarie-martie 1942, Atago a fost implicat în ocuparea Indiilor Olandeze de Est bogate în resurse de petrol, participând la mai multe operații de luptă, incluzând Bătălia din Marea Java.

În aprilie 1942 a primit sarcina de a urmări Task Group 16.2, comandat de amiralul William F. Halsey după „Raidul Doolitle” asupra Tokio-ului.

După ce i s-a înlocuit tunul de 120 mm cu tunul dublu de 130 mm, Atago a plecat să participe în dezastruoasa Bătălia de la Midway din care s-a întors nevătămat.
Crucișătorul Atago a mai participat la:
- Campania din Guadalcanal
- Bătălia din strâmtoarea Palawan unde a fost lovit de patru torpile lansate de submarinul USS Darter care au produs incendiu la bord, nava eșuând la ora 05:53; au murit 360 de oameni, iar cei 529 de supraviețuitori, incluzându-l și pe contraamiralul Araki, au fost salvați de navele Kishinami și  Asashimo.

Navele surori ale lui Atago nu au avut soartă mult mai bună, Maya fiind scufundată de submarinul USS Dace, iar Takao torpilat de nava Darter a fost nevoit să se întoarcă spre Brunei. Chōkai a fost scufundat lângă insula Samar, cu toate că a contribuit la scufundarea a două distrugătoare americane: USS Gambier Bay (CVE-73) și USS Samuel B. Roberts (DE-413)

## Cărți tipărite
- D'Albas, Andrieu (1965). Death of a Navy: Japanese Naval Action in World War II. Devin-Adair Pub. ISBN 0-8159-5302-X.
- Dull, Paul S. (1978). A Battle History of the Imperial Japanese Navy, 1941-1945. Naval Institute Press. ISBN 0-87021-097-1.
- Lacroix, Eric (1997). Japanese Cruisers of the Pacific War. Naval Institute Press. ISBN 0-87021-311-3.